# IC 2111
IC 2111 је емисиона маглина у сазвјежђу Златна риба која се налази на листи објеката дубоког неба у Индекс каталогу.
Деклинација објекта је - 69° 23' 37" а ректасцензија 4h 51m 51,4s. IC 2111 је још познат и под ознакама ESO 56-EN13.